# Pont de Peney
Le pont de Peney est un pont routier et piéton sur le Rhône, situé dans le canton de Genève, en Suisse.

## Localisation
Le pont de Peney est le quatorzième pont le plus en amont du Rhône après sa sortie du lac Léman. Il relie les localités de Peney sur la rive droite et d'Aire-la-Ville sur la rive gauche et se situe à quelques mètres en amont de l'embouchure du Nant d'Avril dans le Rhône.

## Histoire
Le premier pont de Peney, commencé en 1852 sous la forme d'un pont suspendu en fil de fer, se brise le 27 mai 1853 lors des essais de charge et provoque la mort de 27 personnes. Peu après, un pont en bois est réalisé au même endroit et reste en place pendant plus de 40 ans, jusqu'en 1895, lorsqu'il est remplacé par un ouvrage métallique.
En 1942, la création du barrage de Verbois provoque l'élargissement du Rhône et la nécessité de créer un nouveau pont, l'ancien n'étant plus assez long pour traverser le fleuve. 
Au début des années 1980, les poutres montrent des traces d’infiltrations d'eau et de rouille et se dégradent rapidement. Un laboratoire est mandaté et effectue un examen complet du pont en août 1985 et conclut à une dégénérescence du béton, particulièrement à cause de la saumure utilisée en hiver pour saler la route.
Le 29 avril 1993, un crédit de 2 400 000 francs suisses est donc voté par le Grand Conseil genevois pour des travaux de réfection du pont.
Du 4 juillet 2022 au 20 août 2022, le pont est fermé à toute circulation pour permettre sa réfection et l'assainissement de la structure afin d'autoriser la circulation des véhicules de 40 tonnes,.

## Description technique
Il s’agit d’un ouvrage en béton armé constitué d’un tablier supporté par deux poutres longitudinales qui prennent appui sur quatre piliers doubles et les culées. Sous le tablier, une passerelle en béton permet le passage de plusieurs canalisations.

## Sources